# 費迪南多·卡洛·維托里奧
費迪南多·卡洛·維托里奧（義大利語：Ferdinando Carlo Vittorio d'Asburgo-Este，1821年7月20日—1849年12月15日），摩德納公爵法蘭西斯科四世的次子。

## 家庭
1846年，費迪南多·卡洛·維托里奧與奧地利的伊莉莎白·法蘭西絲卡結婚，兩人的獨女瑪麗亞·特蕾莎是日後的巴伐利亞王后。
1849年，費迪南多·卡洛·維托里奧因斑疹傷寒去世，年僅28歲。